# Ардуд-Вій
Ардуд-Вій (рум. Ardud-Vii) — село у повіті Сату-Маре в Румунії. Адміністративно підпорядковане місту Ардуд.
Село розташоване на відстані 432 км на північний захід від Бухареста, 16 км на південь від Сату-Маре, 108 км на північний захід від Клуж-Напоки.

## Населення
За даними перепису населення 2002 року у селі проживали 105 осіб.
Національний склад населення села:
| Національність | Кількість осіб | Відсоток |
| -------------- | -------------- | -------- |
| угорці         | 86             | 81,9%    |
| румуни         | 19             | 18,1%    |

Рідною мовою назвали:
| Мова      | Кількість осіб | Відсоток |
| --------- | -------------- | -------- |
| угорська  | 86             | 81,9%    |
| румунська | 19             | 18,1%    |